# Грачаница (община в Косово)
Вижте пояснителната страница за други значения на Грачаница.
Община Грачаница (на сръбски: Општина Грачаница, на албански: Komuna e Graçanicës) е сръбски анклав в Косово, Прищински окръг.
Административен център на общината е град Грачаница. Общата площ на общината е 131,25 км2, а населението е 11 006 души през 2011 година.

## История
Община Грачаница е образувана съгласно Закона за административните граници на общините на 20 февруари 2008 година.

## Население
Населението ѝ се състои от 11 006 души през 2011 година. Етнически състав (2010):
- 85,7 % – сърби
- 3,7 % – албанци
- 10,6 % – други (предимно цигани)